# جیمز گرین (بازیکن فوتبال)
جیمز گرین (انگلیسی: James Green؛ 4 July 1879 – ۱۹۴۹ (۷۶−۷۷ سال)) بازیکن فوتبال اهل پادشاهی متحد بریتانیای کبیر و ایرلند بود.
از باشگاه‌هایی که در آن بازی کرده‌است می‌توان به باشگاه فوتبال پرستون نورث اند و باشگاه فوتبال چورلی اشاره کرد.